# 천태산 (경남)
천태산(天台山)은 대한민국 경상남도 밀양시 삼랑진읍과 양산시 원동면에 걸쳐 있는 높이  630.9m의 산이다. 천태산 정상과 부은사는 삼랑진읍에, 천태호와 천태사는 원동면에 속한다. 단, 천태호는 삼랑진발전본부(양수발전소) 관리하에 있다. 《광여도》, 《대동여지도》, 《동여도》, 《비변사인 방안지도》, 《여지도》, 《조선지도》, 《청구도》, 《해동지도》 등 18세기와 19세기에 편찬된 고지도에는 밀양부 하동초동면(현 삼랑진) 내에 천대암산(天坮岩山)으로 표시되어 있다. 

## 같이 보기
- 한국의 산